# ロケット団 (お笑いコンビ)
ロケット団（ロケットだん）は、グレープカンパニー、漫才協会、落語協会に所属する日本のお笑いコンビ。1998年結成。十代目鈴々舎馬風ファミリー。出囃子は『少年探偵団のテーマ』。

## メンバー
- 三浦 昌朗（みうら まさあき、1974年7月10日（50歳） - ）ボケ・ネタ作り担当。漫才協会副会長。

山形県山形市出身。趣味はプロレス観戦。
好きな言葉は「一石二鳥」「棚から牡丹餅（たなからぼたもち）」。
東海大学山形高等学校、東海大学文学部卒業。血液型A型。
2013年に結婚したが2020年12月15日に離婚。離婚について相談していたサンドウィッチマンに、2021年2月20日の長野のステージ上で不意打ちに観客の前で暴露されてしまい、翌日のブログで正式に発表した。その後2023年9月4日に、再婚したことを発表。この時もサンドウィッチマンに暴露されている。2023年10月に第1子の誕生を報告。
- 倉本 剛（くらもと ごう、1977年5月5日（47歳） - ）ツッコミ担当。

岩手県盛岡市出身（事務所公式など、「東京都」表記も見られる）。趣味は飲酒、喫煙、読書。
好きな言葉は「昭和」「時代錯誤」。
中央大学文学部中退。血液型O型。

## 概要・芸風
- 元サラリーマンの三浦と劇団員の倉本により、劇団内で結成。2000年に劇団を退団し、本格的に漫才に取り組む。師匠はおぼん・こぼん。
- コンビ名は劇団の先輩が命名。当初は「ロケット弾」として活動していた[1]。『ポケットモンスター』に登場する悪の組織と同名だが全くの偶然であり誤解される事が多く、幼稚園の卒園式で(「ポケモン」のロケット団が来ると思って喜んでいた)子供達に泣かれてしまった事[6]がある。
- 師匠のおぼん･こぼんと異なり漫才協会および落語協会に属していることから、浅草東洋館での漫才協会定席のほか、寄席での落語協会定席などを中心に活動している。
- 以前はサンドウィッチマン、あぁ～しらきの3組による自主ライブ『鈍器のような者』を行っていた。
- ナイツ、宮田陽・昇、ホンキートンクを加えた4組で「漫才協会の四天王」と、ナイツ、Wコロンを加えた3組で「漫才協会の三羽烏」と称される。
- 漫才は基本的に時事ネタ。芸能人の不祥事（薬物使用等）や北朝鮮など際どい題材を扱うことも多い。テレビではネタ見せの段階でNGを出され修正を余儀なくされることも多いが、逆に『新春!お笑い名人寄席』（テレビ東京）ではテレ東サイドよりこれらのネタを指定されるという。
- バラエティ番組『爆笑レッドカーペット』（フジテレビ）では一貫して倉本が最近話題の外来語を言い、三浦が「そんなの山形じゃずいぶん前から使ってますよ」と言うが、それは外来語ではなく訛っているからそう聞こえるだけであるという山形弁ネタを展開していた。
- 2011年に漫才協会23組目の真打昇進。同年11月29日の第42回漫才大会で披露興行を行う。なお、これにより師匠よりも先に真打に昇進したことになり、おぼん・こぼんも口上で自嘲気味にネタにしていた[注 1]。
- 2015年2月に当時の所属事務所であったトービックを離れ、かねてより親交のあったサンドウィッチマンの所属事務所であるグレープカンパニーへ移籍した。
- 隔月で新宿末廣亭で「定例集会」と称したライブを開催している。2020年に通算100回目になることを記念し特別公演を予定していたが、新型コロナウイルス感染症の拡大を受け3月、5月と公演が延期となり[7]、9月にサンシャイン劇場にて、シークレットゲストにサンドウィッチマンを迎えようやく開催された[8]。また同年に三浦の地元・山形で定例集会をレギュラー開催する計画も発表されたが、こちらも同様に延期が続き[9]、初回は翌21年5月に開催された[10]。2021年以降も末廣亭の深夜寄席枠に依然再開の見込みが立たないことから、江戸東京博物館大ホール、江東区亀戸文化センターカメリアホールを中心に開催している。
- 倉本の愛煙家ぶりは語りぐさになることが多く、オキシジェンがよくものまねしている。
- 2021年10月6日放送のバラエティ番組『水曜日のダウンタウン』（TBSテレビ）にて、師匠のおぼん･こぼん企画のこぼんの娘の結婚式に参列したが、紹介のみで発言などが取り上げられることなく終わった。
- 声優の細谷佳正は、倉本と同じファミリーレストランでアルバイトしていた経験があり、倉本がホールサブリーダーとして新人だった細谷の指導にあたっていた[11]。

## 出演番組

### テレビ
- 笑点（日本テレビ）
- 爆笑オンエアバトル（NHK総合）戦績3勝7敗 最高501KB
- オンバト+（NHK総合）戦績1勝1敗 最高405KB
- 爆笑レッドカーペット（フジテレビ）キャッチコピーは「山形から飛んできました」
  - 2009年9月12日放送回でレッドカーペット賞を受賞。
  - コラボカーペットで以下の共演歴が有る。
    - 赤いプルトニウム&益子卓郎（U字工事）（三浦のみ、赤プル隊名義）
    - 木村卓寛（天津）&坪倉由幸（我が家）（倉本のみ、天津木村隊名義）
    - ゆってぃ&のり（オテンキ）（倉本のみ、ゆってぃ隊名義）
- 新春ピンクカーペット（フジテレビ、2009年1月1日）キャッチコピーは「山形から飛んできました」
- 浅草お茶の間寄席（チバテレビ）
- 年忘れ漫才競演（NHK総合）
- 踊る!さんま御殿!!（日本テレビ）
- 真打ち競演（NHKラジオ第1放送、2009年10月5日初出演）

初出演時はまだ真打ちに昇進していない。
- 笑点Jr.（日テレプラス、2009年11月8日）
- 爆笑一番（秋田テレビ、2010年5月6日・13日）
- 新春!お笑い名人寄席（テレビ東京）
- 昼ドキ!TV やまがたチョイす（さくらんぼテレビ）不定期。コンビでの出演もあるが、山形県出身の三浦のみの出演が多い。
- サンド道楽（BSフジ、2021年8月15日・22日）
- 逃亡医F 第8話・最終話（2022年3月5日・19日、日本テレビ）- 鳥羽山桃次郎 役（倉本）

### ラジオ
- 夕やけ寺ちゃん　活動中（文化放送）火曜日レギュラー
- ロケット団三浦のらじCOOP（山形放送）- 毎週火曜日 11:40 - 11:50
- ラジオ寄席 （TBSラジオ）
- ロケット団の定例ラジオ （ニッポン放送、2021年10月 - 2022年3月(毎週木曜日 20:30-21:00)、2022年4月-(毎週土曜日 15:30-15:50)）

### 映画
- 漫才協会 THE MOVIE 舞台の上の懲りない面々（2024年3月1日、KADOKAWA/ミックスゾーン/中京テレビ放送/ミラクルヴォイス[12]）

### CM
- 軽未使用車専門店 fino［ふぃの］

## 受賞歴
- 2002年 第1回漫才新人大賞 大賞受賞
- 2006年 花形演芸大賞 銀賞
- 2006年 第61回文化庁芸術祭 新人賞
- 2006年 第23回浅草芸能大賞 新人賞